# César-díj a legjobb díszletnek
A legjobb díszletnek járó César-díjat (franciául César des meilleurs décors – César a legjobb díszleteknek) a francia Filmművészeti és Filmtechnikai Akadémia 1976-ban hozta létre díszlet- és látványtervezők művészi munkájának elismerésére. Átadása a „Césarok éjszakája” elnevezésű gálaünnepségen történik a díszlettervezők részére, minden év február végén, március elején.
A megmérettetésben mindazon filmek részt vehetnek, amelyeket első körben jelöltek a legjobb film kategóriában.

## Statisztika
Többszörösen díjazottak: 
- 3 alkalommal: Pierre Guffroy (1976, 1987, 1990), Jacques Saulnier (1978, 1985, 1994), Alexandre Trauner (1977, 1980, 1986)
- 2 alkalommal: Michel Barthélémy (2011, 2019), Aline Bonetto (2002, 2005), Jean Rabasse (1996, 2001)

Öt- vagy többszörös jelöltek:
- 10 alkalommal: Jacques Saulnier
- 7 alkalommal: Alexandre Trauner
- 6 alkalommal: Bernard Evein, Pierre Guffroy, Jean-Pierre Kohut-Svelko, Jean Rabasse, Katia Wyszkop
- 5 alkalommal: Michel Barthélémy, Guy-Claude François

## Díjazottak és jelöltek
A díjazottak vastagítással vannak kiemelve. Az évszám a díjosztó gála évét jelzi, amikor az előző évben forgalmazásra került film elismerésben részesült.

### 1970-es évek
| Év   | Díjazottak és jelöltek |
| ---- | --- |
| 1976 | - Pierre Guffroy – Kezdődjék hát az ünnep! (Que la fête commence) - Jean-Pierre Kohut-Svelko – Adèle H. története (L'histoire d'Adèle H.) - Jean-Pierre Kohut-Svelko – A legfontosabb a szerelem (L'important c'est d'aimer) - Richard Peduzzi – Az orchidea húsa (La chair de l'orchidée) |
| 1977 | - Alexandre Trauner – Klein úr (Monsieur Klein) - Bernard Evein – A játékszer (Le jouet) - Pierre Guffroy – Mado - Pierre Guffroy – A bérlő (Le locataire) - Ferdinando Scarfiotti – Barocco                                                                                               |
| 1978 | - Jacques Saulnier – Gondviselés (Providence) - Bernard Evein – Előttem az élet (La vie devant soi) - Jean-Pierre Kohut-Svelko – Mind a Paradicsomba kerülünk (Nous irons tous au paradis) - Hilton McConnico – Dites-lui que je l'aime                                                    |
| 1979 | - Guy-Claude François – Molière - Jacques Brizzio – Violette Nozière - François de Lamothe – Luxusbordély Párizsban (One, Two, Two : 122, rue de Provence) - Théobald Meurisse – Sale rêveur                                                                                               |

### 1980-as évek
| Év   | Díjazottak és jelöltek |
| ---- | --- |
| 1980 | - Alexandre Trauner – Don Giovanni - Pierre Guffroy – Egy tiszta nő (Tess) - Théobald Meurisse – Hidegtál (Buffet froid) - Jacques Saulnier – I, mint Ikarusz (I… comme Icare)                                                                                      |
| 1981 | - Jean-Pierre Kohut-Svelko – Az utolsó metró (Le dernier métro) - Dominique André – A rossz fiú (Un mauvais fils) - Jean-Jacques Caziot – A bankárnő (La banquière) - Jacques Saulnier – Amerikai nagybácsim (Mon oncle d'Amérique)                                 |
| 1982 | - Max Douy – Malevil - Hilton McConnico – Díva (Diva) - Brian Morris – A tűz háborúja (La guerre du feu) - Alexandre Trauner – Nagytakarítás (Coup de torchon) |
| 1983 | - Alain Nègre – Martin Guerre visszatér (Le retour de Martin Guerre) - Bernard Evein – Une chambre en ville - François de Lamothe – Les Misérables - Alexandre Trauner – A pisztráng (La truite)                                                                    |
| 1984 | - Hilton Mac Connico – Holdfény a csatorna felett (La Lune dans le caniveau) - Jean-Pierre Kohut-Svelko – Végzetes kaland (Mortelle randonnée) - Jacques Saulnier – Az élet kész regény (La vie est un roman) - Alexandre Trauner – Viszlát, Pantin! (Tchao Pantin) |
| 1985 | - Jacques Saulnier – Swann szerelme (Un amour de Swann) - Jean-Jacques Caziot – Les cavaliers de l'orage - Bernard Evein – A mi történetünk (Notre histoire) - Enrico Job – Carmen                                                                                  |
| 1986 | - Alexandre Trauner – Metró (Subway) - Jean-Jacques Caziot – Júdás-hadművelet (Bras de fer) - Philippe Combastel – Nyakunkon a veszély (Péril en la demeure) - François de Lamothe – On ne meurt que deux fois                                                      |
| 1987 | - Pierre Guffroy – Kalózok (Pirates) - Bernard Evein – Thérese története (Thérese) - Jacques Saulnier – Melodráma (Mélo) - Alexandre Trauner – Jazz Párizsban ('Round Midnight)                                                                                     |
| 1988 | - Willy Holt – Viszontlátásra, gyerekek! (Au revoir les enfants) - Guy-Claude François – Béatrice passiója (La passion Béatrice) - Jean-Pierre Kohut-Svelko – Egy házban az ellenséggel (Ennemis intimes)                                                           |
| 1989 | - Bernard Vezat – Camille Claudel - Bernard Evein – Hármat 26-ra (Trois places pour le 26) - Thierry Leproust – Ártatlan gyönyör (La lectrice) |

### 1990-es évek
| Év   | Díjazottak és jelöltek |
| ---- | --- |
| 1990 | - Pierre Guffroy – Valmont - Michèle Abbé-Vannier – Bunker Palace Hôtel - Théobald Meurisse – Túl szép hozzád (Trop belle pour toi)                                                                                               |
| 1991 | - Ezio Frigerio – Cyrano de Bergerac - Yvan Maussion – A fodrásznő férje (Le mari de la coiffeuse) - Dan Weil – Nikita |
| 1992 | - Jean-Philippe Carp – Delicatessen - Philippe Pallut és Katia Wyszkop – Van Gogh - Michel Vandestien – A Pont-Neuf szerelmesei (Les amants du Pont-Neuf)                                                                         |
| 1993 | - Jacques Bufnoir – Indokína (Indochine) - François de Lamothe – A hercegi vacsora (Le souper) - Hoang Thanh At – A szerető (L’amant)                                                                                             |
| 1994 | - Jacques Saulnier – Dohányzó/Nem dohányzó (Smoking/No Smoking) - Jacques Bufnoir – Justinien Trouvé ou le Bâtard de Dieu - Hoang Thanh At, Christian Marti – Germinal                                                            |
| 1995 | - Gianni Quaranta – Farinelli, a kasztrált (Farinelli) - Richard Peduzzi és Olivier Radot – Margó királyné (La Reine Margot) - Bernard Vézat – Chabert ezredes (Le colonel Chabert)                                               |
| 1996 | - Jean Rabasse – Elveszett gyerekek városa (La cité des enfants perdus) - Michèle Abbé-Vannier – Pillangókisasszony (Madame Butterfly) - Jacques Rouxel, Ezio Frigerio, Christian Marti – Huszár a tetőn (Le hussard sur le toit) |
| 1997 | - Ivan Maussion – Rizsporos intrikák (Ridicule) - Guy-Claude François – Conan kapitány (Capitaine Conan) - Jean-Marc Kerdelhue – Az arcátlan Beaumarchais (Beaumarchais, l'insolent)                                              |
| 1998 | - Dan Weil – Az ötödik elem (Le cinquième élément) - Jacques Saulnier – Megint a régi nóta (On connaît la chanson) - Bernard Vézat – A púpos (Le bossu)                                                                           |
| 1999 | - Jacques Rouxel – Lautrec - Thierry Flamand – A Vendôme tér asszonya (Place Vendôme) - Richard Peduzzi, Sylvain Chauvelot – Aki szeret engem, vonatra ül (Ceux qui maiment prendront le train)                                   |

### 2000-es évek
| Év   | Díjazottak és jelöltek |
| ---- | --- |
| 2000 | - Philippe Chiffre – Rembrandt - François Emmanuelli – Talán (Peut-être) - Jean Rabasse – Asterix és Obelix (Astérix et Obélix contre César) - Hugues Tissandier – Jeanne d’Arc – Az orléans-i szűz (Jeanne d’Arc)                                                                       |
| 2001 | - Jean Rabasse – Vatel - Thierry François – Saint-Cyr - Katia Wyszkop – Érzelmek útvesztői (Les destinées sentimentales) |
| 2002 | - Aline Bonetto – Amélie csodálatos élete (Le fabuleux destin d'Amélie Poulain) - Antoine Fontaine et Jean-Baptiste Marot – Egy hölgy és a herceg (L'anglaise et le duc) - Guy-Claude François – Farkasok szövetsége (Le pacte des loups)                                                |
| 2003 | - Allan Starski – A zongorista (Le pianiste) - Hoang Thanh At – Asterix és Obelix: A Kleopátra küldetés (Astérix & Obélix: Mission Cléopâtre) - Emile Ghigo – De Gaulle katonái (Laissez-passer) - Arnaud de Moléron – 8 nő (8 femmes)                                                   |
| 2004 | - Jacques Rouxel, Catherine Leterrier – Bon voyage - Patrick Durand – Monsieur N. - Jacques Saulnier – Nem kell a csók (Pas sur la bouche) |
| 2005 | - Aline Bonetto – Hosszú jegyesség (Un long dimanche de fiançailles) - François Chauvaud – Kóristák (Les choristes) - Jean-Pierre Fouillet – Halhatatlanok (Immortel (ad vitam)) |
| 2006 | - Olivier Radot – Gabrielle - Loula Morin – Fakó lelkek (Les âmes grises) - Jean-Michel Simonet – Fegyverszünet karácsonyra (Joyeux Noël) |
| 2007 | - Maamar Ech Cheikh – OSS 117: Képtelen kémregény (OSS 117 – Le Caire nid d'espions) - Dominique Douret – A dicsőség arcai (Indigènes) - Jean-Luc Raoul – Tigris brigád (Les brigades du tigre) - François-Renaud Labarthe – Lady Chatterley - Jacques Saulnier – Szívek (Cœurs)         |
| 2008 | - Olivier Raoux – Piaf (La Môme) - Françoise Dupertuis – Molière - Thierry Flamand (ADC) – Második nekifutás (Le deuxième souffle) - Jean-Pierre Kohut Svelko – Un secret - Christian Marti – A szegények hercege (Jacquou le croquant)                                                  |
| 2009 | - Thierry François – Séraphine - Emile Ghigo – Halálos közellenség – Public Enemy (Mesrine: L'instinct de mort) - Yvan Niclass – Otthon az úton (Home) - Jean Rabasse – Külvárosi mulató (Faubourg 36) - Olivier Raoux – Elhúztak a felnőttek, miénk a pálya (Les enfants de Timpelbach) |

### 2010-es évek
| Év   | Díjazottak és jelöltek |
| ---- | --- |
| 2010 | - Michel Barthélémy – A próféta (Un prophète) - Aline Bonetto – Micmacs - (N)Agyban megy a kavarás (Micmacs à tire-larigot) - Maamar Ech-Cheikh – OSS 117 Rio ne répond plus... - François-Renaud Labarthe – A l'origine - Oliver Radot – Coco Chanel (Coco avant Chanel)                                                                   |
| 2011 | - Hugues Tissandier – Adéle és a múmiák rejtélye (Adèle Blanc-Sec) - Michel Barthélémy – Emberek és istenek (Des hommes et des dieux) - Guy-Claude François – Montpensier hercegnője (La princesse de Montpensier) - Albrecht Konrad – Szellemíró (The Ghost Writer) - Christian Marti – Gainsbourg (hősi élet) (Gainsbourg (Vie héroïque)) |
| 2012 | - Laurence Bennett – The Artist – A némafilmes (The Artist) - Alain Guffroy – Bordélyház (L'Apollonide (Souvenirs de la maison close)) - Pierre-François Limbosch – Szerelem a hatodikon (Les femmes du 6e étage) - Jean-Marc Tran Tan Ba – Államérdekből (L'exercice de l'État) - Wouter Zoon – Kikötői történet (Le Havre)                |
| 2013 | - Katia Wyszkop – Búcsú a királynémtól (Les adieux à la reine) - Philippe Chiffre – Cloclo - Sylvie Olivé – Populaire kisasszony (Populaire) - Jean-Vincent Puzos – Szerelem (Amour) - Florian Sanson – Holy Motors |
| 2014 | - Stéphane Rozenbaum – Tajtékos napok (L'écume des jours) - Yan Arlaud – Michael Kohlhaas - Benoît Barouh – Renoir - Aline Bonetto – L'extravagant voyage du jeune et prodigieux T. S. Spivet - Sylvie Olivé – Én, én és az anyám (Les garçons et Guillaume, à table !)                                                                     |
| 2015 | - Thierry Flamand – A szépség és a szörnyeteg (La belle et la bête) - Jean-Philippe Moreaux – La French - Katia Wyszkop – Saint Laurent - Sebastian Birchler – Timbuktu - Aline Bonetto – Yves Saint Laurent |
| 2016 | - Martin Kurel – Marguerite – A tökéletlen hang (Marguerite) - Michel Barthélémy – Dheepan – Egy menekült története (Dheepan) - Katia Wyszkop – Egy szobalány naplója (Journal d’une femme de chambre) - Jean Rabasse – L’odeur de la mandarine - Toma Baqueni – Fiatal éveim (Trois souvenirs de ma jeunesse)                              |
| 2017 | - Jérémie D. Lignol – Csokoládé (Chocolat) - Carlos Conti – La danseuse - Michel Barthélémy – Frantz - Riton Dupire-Clément – A sors kegyeltjei... meg a többiek (Ma loute) - Katia Wyszkop – Planetarium |
| 2018 | - Pierre Quefféléan – Viszontlátásra odafönt (Au revoir là-haut) - Laurent Baude – Barbara - Emmanuelle Duplay – 120 dobbanás percenként (120 battements par minute) - Christian Marti – Le Redoutable - Pierre Renson – La promesse de l'aube                                                                                              |
| 2019 | - Michel Barthélémy – Testvérlövészek (Les Frères Sisters) - David Faivre – Mademoiselle de Joncquières - Thierry François – Egy ország, egy király (Un peuple et son roi) - Emile Ghigo – Párizs császára (L'empereur de Paris) - Pascal Le Guellec – La douleur                                                                           |

### 2020-as évek
| Év   | Díjazottak és jelöltek |
| ---- | --- |
| 2020 | - Stéphane Rozenbaum – Boldog idők (La Belle Époque) - Benoît Barouh – Baljós Hullámok (Le chant du loup) - Thomas Grézaud – Portré a lángoló fiatal lányról (Portrait de la jeune fille en feu) - Jean Rabasse – Tiszt és kém – A Dreyfus-ügy (J’accuse) - Franck Schwarz – Edmond |
| 2021 | - Carlos Conti – Elég a hülyékből (Adieu les cons) - Thierry François – Hogyan legyél jó feleség? (La Bonne épouse) - David Faivre – Szerelmeink (Les Choses qu'on dit, les choses qu'on fait) - Nicolas de Boiscuillé – De Gaulle - Benoît Barouh – ’85 nyara (Été 85) |
| 2022 | - Riton Dupire-Clément – Elveszett illúziók (Illusions perdues) - Emmanuelle Duplay – Aline – A szerelem hangja (Aline) - Florian Sanson – Annette - Bertrand Seitz – Szabadság, egyenlőség, ínyencség (Délicieux) - Stéphane Taillasson – Eiffel |
| 2023 | - Christian Marti – Simone, le voyage du siècle - Emmanuelle Duplay – Les Amandiers - Sebastian Birchler – Couleurs de l'incendie - Michel Barthélémy – Akkor éjjel (La nuit du 12) - Sebastian Vogler – Pacifiction : Tourment sur les Îles |
| 2024 | - Stéphane Taillasson – A három testőr: D’Artagnan (Les Trois Mousquetaires : D'Artagnan) és A három testőr: Milady (Les Trois Mousquetaires : Milady) - Emmanuelle Duplay – Egy zuhanás anatómiája (Anatomie d'une chute) - Angelo Zamparutti – Jeanne du Barry – A szerető (Jeanne du Barry) - Toma Baquéni – A szenvedély íze (La Passion de Dodin Bouffant) - Julia Lemaire – Állati királyság (Le Règne animal) |
| 2025 | - Stéphane Taillasson – Monte Cristo grófja (Le compte de Monte Cristo) - Emmanuelle Duplay – Emilia Pérez - Jean-Philippe Moreau – Dübörgő szívek (L'Amour ouf) - Stéphane Rozenbaum – Monsieur Aznavour - Olivier Radot – Az isteni Sarah Bernhardt (Sarah Bernhardt, La Divine) |